# Hywel Bennett
Pour les articles homonymes, voir Bennett.
Hywel Thomas Bennett, né le 8 avril 1944 à Garnant (Carmarthenshire) et mort le 25 juillet 2017, est un acteur gallois, connu pour son rôle récurrent de James Shelley dans la sitcom Shelley (en) (1979-1984) et de sa suite Le Retour de Shelley (en) (1988-1992).

## Biographie
Hywel Bennett fait ses études en théâtre à la Royal Academy of Dramatic Art de Londres.
Il devient connu pour son jeu dans la comédie The Virgin Soldiers (1969), puis fait des apparitions dans des films tels que Loot (1970) de Silvio Narizzano et Mon petit oiseau s'appelle Percy, il va très bien merci (Percy) (1971) de Ralph Thomas.
1979 est une année charnière de sa carrière. Il incarne l'inquiétant Dr Edmund Bickleigh dans Malice Aforethought, une mini-série britannique en quatre épisodes de Cyril Coke, d'après le roman de Francis Iles et il joue le rôle important de Ricky Tarr dans Tinker, Tailor, Soldier, Spy (en), une mini-série britannique de John Irvin en sept épisodes, d'après le roman de John le Carré. Il est également le personnage de James Shelley dans la série télévisée britannique Shelley (en) de 1979 à 1992.
Au cinéma, en 1985, il joue le rôle de Jimmy Fowler dans Le Domaine du crime (Murder Elite) de Claude Whatham, puis, en 2000, il incarne Jean-Baptiste Colbert dans le film Vatel de Roland Joffé.
En 1986 il apparaît dans le clip "Loving you's a dirty job (but somebody's gotta do it)" aux côtés de Bonnie Tyler.
De retour à la télévision, il est le gangster Jack Dalton dans le soap opera britannique EastEnders en 2003.

## Filmographie partielle

### Au cinéma
- 1966 : C'est mon mari et je le tue quand bon me semble (Il marito è mio e l'ammazzo quando mi pare) de Pasquale Festa Campanile : Leonardo
- 1966 : Chaque chose en son temps (The Family Way) : Arthur Fitton
- 1968 : Twisted Nerve : Martin Durnley/Georgie
- 1969 : The Virgin Soldiers : Soldat Brigg
- 1970 : Loot : Dennis
- 1970 : The Buttercup Chain : France
- 1971 : Mon petit oiseau s'appelle Percy, il va très bien merci (Percy) : Edwin Anthony
- 1972 : Endless Night : Michael Rogers
- 1972 : Alice au pays des merveilles (Alice's Adventures in Wonderland) : Duckworth
- 1973 : The Love Ban : Mick Goonahan
- 1985 : Le Domaine du crime (Murder Elite) : Jimmy Fowler
- 1987 : Deadline : Mike Jessop
- 1994 : Deadly Advice : Docteur Crippen
- 1998 : Married 2 Malcolm : Reg
- 1999 : Misery Harbour (1999) – Capitaine
- 2000 : Vatel : Colbert
- 2000 : Nasty Neighbours : Boss
- 2003 : One for the Road : Richard Stevens

### À la télévision
- 1965 : The Death of Time, saison 2, épisode 31 de la série télévisée britannique Doctor Who : Rynian
- 1965 : Nightwatch, saison 1, épisode 7 de la série télévisée britannique Redcap : Brown
- 1965 : Unman, Wittering and Zigo, saison 2, épisode 15 de la série Theatre 625 : Lipstrob
- 1966 : A Month in the Country, saison 3, épisode 24 de la série télévisée Theatre 625 : Beliayev
- 1966 : The Idiot, mini-série britannique : Hypolite
- 1967 : Romeo and Juliet, saison 3, épisode 3 de la série télévisée BBC Play of the Month : Romeo
- 1976 : Sweet Smell of Succession, saison 3, épisode 8 de la série télévisée Regan (The Sweeney) : Steven Castle
- 1979 : Malice Aforethought, mini-série britannique en quatre épisodes : Dr Edmund Bickleigh
- 1979 : Tinker, Tailor, Soldier, Spy (en) est une mini-série britannique en sept épisodes : Ricky Tarr
- 1979-1992 : Shelley (en) : James Shelley
- 1981 : Artemis 81, téléfilm britannique : Gideon Harlax
- 1983 : The Consultant, 4 épisodes de cette série télévisée : Chris Webb
- 1991 : A Mind to Kill (1991) : Dr Gareth Lewis
- 1992 : The Other Side of Paradise, téléfilm : Purvis
- 1996 : Karaoke (en) : Arthur 'Pig' Mailion
- 1996 : Frontiers, série télévisée : DS Eddie Spader
- 1996 : Neverwhere, mini-série : Mr Croup
- 1999 : Mary, Mother of Jesus de Kevin Connor, téléfilm : Hérode
- 2000-2005 : The Bill, feuilleton télévisé britannique : Peter Baxer/Peter Tyler
- 2001 : Whatever Pasessed You?, saison 2, épisode 1 de la série télévisée britannique Mon ami le fantôme (Randall and Hopkirk (Deceased)) : Roger Whale
- 2003 : EastEnders, soap opera britannique : Jack Dalton